# Alfred Blue
Alfred Calvin Blue III (Marrero, 27 aprile 1991) è un giocatore di football americano statunitense che gioca nel ruolo di running back per i Jacksonville Jaguars della National Football League (NFL). Fu scelto nel corso del sesto giro (181º assoluto) del Draft NFL 2014. Al college giocò a football all'Università della Louisiana.

## Carriera professionistica

### Houston Texans
Blue fu scelto nel corso del sesto giro del Draft 2014 dagli Houston Texans. Debuttò come professionista subentrando nella gara della settimana 1 vinta contro i Washington Redskins e bloccando un punt in un momento critico della gara, ritornandolo per cinque yard in touchdown. Partì per la prima volta come titolare nella settimana 3 al posto dell'infortunato Arian Foster guidando i suoi con 78 yard corse contro i New York Giants. Tornò come partente sempre al posto dell'infortunato Foster nella vittoria della settimana 11 contro i Browns in cui stabilì un nuovo primato personale di 156 yard corse. Il primo touchdown su corsa in carriera lo segnò nella settimana 14 nella vittoria esterna sui Jaguars, ripetendosi nell'ultima partita contro i Browns. La sua stagione da rookie si chiuse con 528 yard corse (secondo dei Texans), un TD su corsa e due su ricezione giocando tutte le 16 partite, tre delle quali come titolare.
Con Foster infortunato, Blue partì come titolare nelle prime tre gare della stagione 2015, nell'ultima delle quali guidò i Texans alla loro prima vittoria con 139 yard corse e un touchdown. Tornò a segnare nella settimana 11 su ricezione e si ripeté nel turno successivo su corsa, in cui Houston colse la quarta vittoria consecutiva. Nel quindicesimo turno corse un massimo stagionale di 107 yard, coi Texans che colsero la prima vittoria della loro storia ad Indianapolis. La sua annata si chiuse guidando i Texans in yard corse (698) e TD su corsa (2).

## Statistiche
| Partite totali      | 16  |
| Partite da titolare | 3   |
| Yard corse          | 528 |
| Touchdown su corsa  | 1   |

Statistiche aggiornate alla stagione 2014